# Jason Kreis
Jason Clarence Kreis (ur. 29 grudnia 1972 w Omaha) – były amerykański piłkarz występujący najczęściej na pozycji prawego napastnika.

## Początki
Kreis w młodym wieku występował w Gladiator Soccer Club. Uczęszczał do Omaha Burke High School. Po pierwszym roku studiów razem z rodziną przeniósł się do miasta Mandeville, gdzie studiował w Mandeville High School.

## Kariera klubowa
W 1995 roku Kreis występował w Raleigh Flyers, grającym w rozgrywkach USISL. Za pośrednictwem MLS Inaugural Draft dostał się do drużyny Dallas Burn, która grała w nowo powstałej Major League Soccer. Strzelił pierwszego gola w historii klubu. W roku 1999 został mianowany najlepszym graczem ligi i wywalczył koronę króla strzelców. Wybrano go również do MLS Best XI – najlepszej jedenastki sezonu. 26 czerwca 2004 przeciwko DC United zdobył swoją 89 bramkę w lidze i tym samym wyprzedził Roya Lassitera, który dzierżył rekord strzelonych goli w historii Major League Soccer. Kreis pozostał na tej pozycji przez ponad 3 lata, kiedy to 22 sierpnia 2007 dogonił go Boliwijczyk Jaime Moreno. Odchodząc z Dallas Burn, Jason Kreis był liderem pod względem meczów (247), goli (91) i asyst (65). Wiosną 2005 został sprzedany do Real Salt Lake. Tutaj również strzelił pierwszego gola w historii klubu, przeciwko Los Angeles Galaxy, i dzięki temu został pierwszym piłkarzem w MLS, który zdobył premierową bramkę w historii drużyny w dwóch zespołach. 13 sierpnia 2005 jako pierwszy piłkarz w historii ligi przekroczył granicę 100 strzelonych goli. Na piłkarską emeryturę przeszedł we wczesnej części sezonu 2007, ogółem zdobywając w karierze 108 bramek.

### Statystyki klubowe
| Klub           | Sezon | Kraj              | Rozgrywki | Liga    | Liga |
| Klub           | Sezon | Kraj              | Rozgrywki | Występy | Gole |
| -------------- | ----- | ----------------- | --------- | ------- | ---- |
| Real Salt Lake | 2007  | Stany Zjednoczone | MLS       | 4       | 0    |
| Real Salt Lake | 2006  | Stany Zjednoczone | MLS       | 30      | 8    |
| Real Salt Lake | 2005  | Stany Zjednoczone | MLS       | 24      | 9    |
| Dallas Burn    | 2004  | Stany Zjednoczone | MLS       | 25      | 5    |
| Dallas Burn    | 2003  | Stany Zjednoczone | MLS       | 18      | 7    |
| Dallas Burn    | 2002  | Stany Zjednoczone | MLS       | 27      | 13   |
| Dallas Burn    | 2001  | Stany Zjednoczone | MLS       | 25      | 7    |
| Dallas Burn    | 2000  | Stany Zjednoczone | MLS       | 27      | 11   |
| Dallas Burn    | 1999  | Stany Zjednoczone | MLS       | 32      | 18   |
| Dallas Burn    | 1998  | Stany Zjednoczone | MLS       | 30      | 9    |
| Dallas Burn    | 1997  | Stany Zjednoczone | MLS       | 32      | 8    |
| Dallas Burn    | 1996  | Stany Zjednoczone | MLS       | 31      | 13   |
| Raleigh Flyers | 1995  | Stany Zjednoczone | USISL     | ?       | 10   |

Ostatnia aktualizacja: 15 czerwca 2010.

## Kariera reprezentacyjna
Kreis w reprezentacji USA rozegrał 14 meczów i strzelił 1 gola. W kadrze narodowej zadebiutował 30 sierpnia 1996 w spotkaniu z Salwadorem.

### Statystyki reprezentacyjne
| Reprezentacja | Rok  | Mecze | Gole |
| ------------- | ---- | ----- | ---- |
| USA           | 2000 | 5     | 0    |
| USA           | 1999 | 2     | 1    |
| USA           | 1998 | 0     | 0    |
| USA           | 1997 | 5     | 0    |
| USA           | 1996 | 2     | 0    |

Ostatnia aktualizacja: 15 czerwca 2010.

## Kariera trenerska
3 maja 2007 Jason Kreis został zaprezentowany jako nowy trener Real Salt Lake – zastąpił na tym stanowisku Johna Ellingera. Został najmłodszym ligowym trenerem (34 lata i 127 dni). W sezonie 2009 wywalczył pierwszy tytuł mistrzowski jako trener.